# Agononida
Agononida is een geslacht van kreeftachtigen uit de klasse van de Malacostraca (hogere kreeftachtigen).

## Soorten
- Agononida aequabilis Macpherson, 2006
- Agononida africerta Poore & Andreakis, 2012
- Agononida alisae Macpherson, 2000
- Agononida analoga (Macpherson, 1993)
- Agononida andrewi (Macpherson, 1994)
- Agononida auscerta Poore & Andreakis, 2012
- Agononida callirrhoe (Macpherson, 1994)
- Agononida eminens (Baba, 1988)
- Agononida emphereia Macpherson, 1997
- Agononida fortiantennata (Baba, 1988)
- Agononida garciai Macpherson, 2004
- Agononida imitata Macpherson, 2006
- Agononida incerta (Henderson, 1888)
- Agononida indocerta Poore & Andreakis, 2012
- Agononida isabelensis Cabezas, Macpherson & Machordom, 2009
- Agononida laurentae (Macpherson, 1994)
- Agononida longipes (A. Milne Edwards, 1880)
- Agononida longispinata (Baba, 1988)
- Agononida madagascerta Poore & Andreakis, 2014
- Agononida marini (Macpherson, 1994)
- Agononida nielbrucei Vereshchaka, 2005
- Agononida norfocerta Poore & Andreakis, 2012
- Agononida normani (Henderson, 1885)
- Agononida ocyrhoe (Macpherson, 1994)
- Agononida pilosimanus (Baba, 1969)
- Agononida polycerta Poore & Andreakis, 2014
- Agononida procera Ahyong & Poore, 2004
- Agononida prolixa (Alcock, 1894)
- Agononida rubrizonata Macpherson & Baba, 2009
- Agononida sabatesae (Macpherson, 1994)
- Agononida schroederi (Chace, 1939)
- Agononida similis (Baba, 1988)
- Agononida simillima Macpherson, 2006
- Agononida soelae (Baba, 1986)
- Agononida sphecia (Macpherson, 1994)
- Agononida spinicordata (Henderson, 1885)
- Agononida squamosa (Henderson, 1885)
- Agononida tasmancerta Poore & Andreakis, 2014
- Agononida tenuipes (Miyake & Baba, 1967)
- Agononida vanuacerta Poore & Andreakis, 2014
- Agononida variabilis (Baba, 1988)